# Maro (cantante)
Maro, pseudonimo di Mariana Brito da Cruz Forjaz Secca (Lisbona, 30 ottobre 1994), è una cantautrice portoghese.
Ha rappresentato il Portogallo all'Eurovision Song Contest 2022 con il brano Saudade, saudade.

## Biografia
Di origini italiane da parte del padre, Maro ha studiato al Berklee College of Music di Boston e si è poi stabilita a Los Angeles per avviare la sua carriera musicale. È salita alla ribalta nel 2018 con la pubblicazione di una serie di album, che hanno attirato l'attenzione del musicista inglese Jacob Collier, il quale l'ha aiutata a ottenere visibilità internazionale portandola ad aprire concerti per Jessie J.
Il 21 gennaio 2022 è stata annunciata la partecipazione di Maro alla 56ª edizione del Festival da Canção, rassegna musicale che funge da selezione per il rappresentante portoghese all'Eurovision Song Contest, dove ha presentato l'inedito Saudade, saudade. Nella finale è risultata la più votata da giuria e pubblico, venendo incoronata vincitrice e diventando di diritto la rappresentante portoghese a Torino, dove è riuscita a qualificarsi per la finale. Nel maggio successivo, dopo essersi qualificata dalla prima semifinale, Maro si è esibita nella finale eurovisiva, dove ha conseguito il 9º posto su 25 partecipanti con 207 punti totalizzati, regalando al Portogallo il suo secondo piazzamento in top ten del nuovo millennio.

## Discografia

### Album in studio
- 2018 – Maro, vol. 1
- 2018 – Maro, vol. 2
- 2018 – Maro, vol. 3
- 2018 – Maro & Manel (con Manuel Rocha)
- 2018 – It's OK
- 2022 – Can You See Me?
- 2023 – Hortelã
- 2025 – Lifeline (con Nasaya)

### EP
- 2021 – Pirilampo
- 2022 – Maro ilumina Sonastério
- 2025 – I Don't Wanna Feel that Way (con Nasaya)

### Singoli
- 2019 – Midnight Purple (con Nasaya)
- 2019 – Why (con Ariza)
- 2019 – What Difference Will It Make
- 2020 – Mi condena (con Vic Mirallas)
- 2021 – Tempo (con Nasaya)
- 2021 – I See It Coming (con Nasaya)
- 2022 – Saudade, saudade
- 2022 – Am I Not Enough for Now?
- 2022 – We've Been Loving in Silence (con Salvador Sobral)
- 2022 – It Keeps On Raining
- 2022 – Like We're Wired
- 2024 – Lifeline (con Nasaya)
- 2024 – We Could Be (con Nasaya)
- 2024 – Chiquitinha (con Nasaya)

#### Come artista ospite
- 2018 – It Ain't Working (Figùra feat. Maro)
- 2021 – Walk Above the City (The Paper Kites feat. Maro)
- 2022 – Better Now (Odesza feat. Maro)